# Universidad de Tecnología de Troyes
La Universidad de Tecnología de Troyes (en francés: Université de Technologie de Troyes) o UTT es una universidad pública francesa con sede en Troyes. La UTT forma parte de la red de las tres universidades de tecnología, fundada por la Universidad de Tecnología de Compiègne. Inspirado por la Universidad de Pensilvania en Filadelfia, estas tres universidades (UTC, UTBM y UTT) son una mezcla francesa entre las universidades de este país y sus escuelas de ingenieros (Grandes Ecoles).UTT está clasificado en las 10 mejores escuelas de ingeniería 2017 en Francia por Usine Nouvelle.
En efecto, están organizadas como las universidades, templos del conocimiento que se basan en el tríptico enseñanza-investigación-valorización (transmisión de conocimientos, creación de conocimientos y transferencia de conocimientos en el tejido económico). Su modelo de enseñanza es una mezcla entre el modelo norteamericano y las tradiciones francesas: elección de cursos, separación de los cursos, trabajos dirigidos (TD) y trabajos prácticos (TP). Estas tres universidades imparten así una titulación de ingeniería equivalente a las formaciones Bac+5 de las Grandes Écoles francesas.
La UTT fue fundada en 1994 e inaugurada por Jacques Chirac. Uno de los primeros presidentes de la universidad ha sido Thierry Breton (1997-2005), Presidente honorario de Thomson y France Telecom, y antiguo Ministro de Hacienda de Francia.

## Carreras de ingeniería
- Ingeniería Industrial[3] (Génie Industriel o GI)
  - Gestión de sistemas de producción (Sûreté de Fonctionnement et Environnement o GSP)
  - Gestión de la cadena de suministro (Management de la Chaine Logistique o MCL)
  - Seguridad operativa, riesgos y medio ambiente (Sûreté de Fonctionnement, Risques, Environnement o SFERE)
- Computación y sistemas de información[4] (Informatique et Systèmes d’Information o ISI)
  - Apoyo a la transformación electrónica (Accompagnement de la Transition Numérique o ATN )
  - Gestión del software (Innovation par le Projet Logiciel o IPL)
  - Gestión de datos y conocimientos (Valorisation des données et des connaissances o VDC )
- Redes y telecomunicaciones[5] (Réseaux et Télécommunications o RT)
  - Convergencia de redes y servicios (Convergence services et réseaux o CSR)
  - Tecnologías móviles y sistemas integrados (Technologies Mobiles et Systèmes Embarqués o TMSE)
  - Seguridad de los sistemas y comunicaciones (Sécurité des Systèmes et des Communications o SSC)
- Sistemas mecánicos[6] (Systèmes Mécaniques o SM)
  - Diseño mecánico integrado (Conception mécanique intégrée o CMI)
  - Diseño del sistema de producción (Conception de systèmes de production o CSP)
  - Tecnología de la información en la ingeniería mecánica (Technologie de l'information pour la mécanique o TIM)
  - Simulación digital en ingeniería mecánica (Simulation numérique en mécanique o SNM)
- Materiales: Tecnología y economía[7] (Matériaux : technologies et économie o MTE)
  - Economía de materiales y medio ambiente (Economie des Matériaux et Environnement o EME)
  - Tecnología y comercio de materiales y componentes (Technologie et Commerce des Matériaux et des Composants o TCMC)
  - Transformación y calidad de los materiales (Transformation et Qualité des Matériaux o TQM)

## Programas de postgrado

### Másteres profesionales
- Ingeniería y Gestión Deportiva
- Seguridad Civil Aplicada
- Seguridad de los Sistemas de Información
- Gestión Ambiental y Sostenibilidad

### Másteres de Investigación
- Óptica y Nanotecnología
- Optimización y Seguridad de Sistemas
- Redes, Conocimiento y Organizaciones
- Sistemas mecánicos y materiales

### Doctorados
- Óptica y Nanotecnología
- Optimización y Seguridad de Sistemas
- Redes, Conocimiento y Organizaciones
- Sistemas mecánicos y materiales

## Relaciones internacionales
La UTT participa en programas de intercambio internacional, como Erasmus, y ha firmado acuerdos con numerosas universidades extranjeras (universidades asociadas Archivado el 4 de marzo de 2016 en Wayback Machine.). La Universidad Tecnológica de Troyes es miembro de la Asociación Europea de Universidades (EUA).
La UTT es uno de los ocho miembros de la iniciativa Universidad Europea de Tecnología (EUt+), con la Universidad Técnica de Sofía (Bulgaria), la Universidad Tecnológica de Chipre (Chipre), la Hochschule Darmstadt, Universidad de Ciencias Aplicadas (Alemania), la Universidad Tecnológica de Dublín (Irlanda), la Universidad Técnica de Riga (Letonia), la Universidad Técnica de Cluj-Napoca (Rumanía) y la Universidad Politécnica de Cartagena (España).